# DREAMS COME TRUE CONCERT TOUR 2005 DIAMOND15
『DREAMS COME TRUE CONCERT TOUR 2005 DIAMOND15』（ドリームズカムトゥルー コンサートツアー トゥーサウザンドアンドファイブ ダイアモンドフィフティーン）は、DREAMS COME TRUEのライブビデオ。2005年7月27日発売。

## 解説

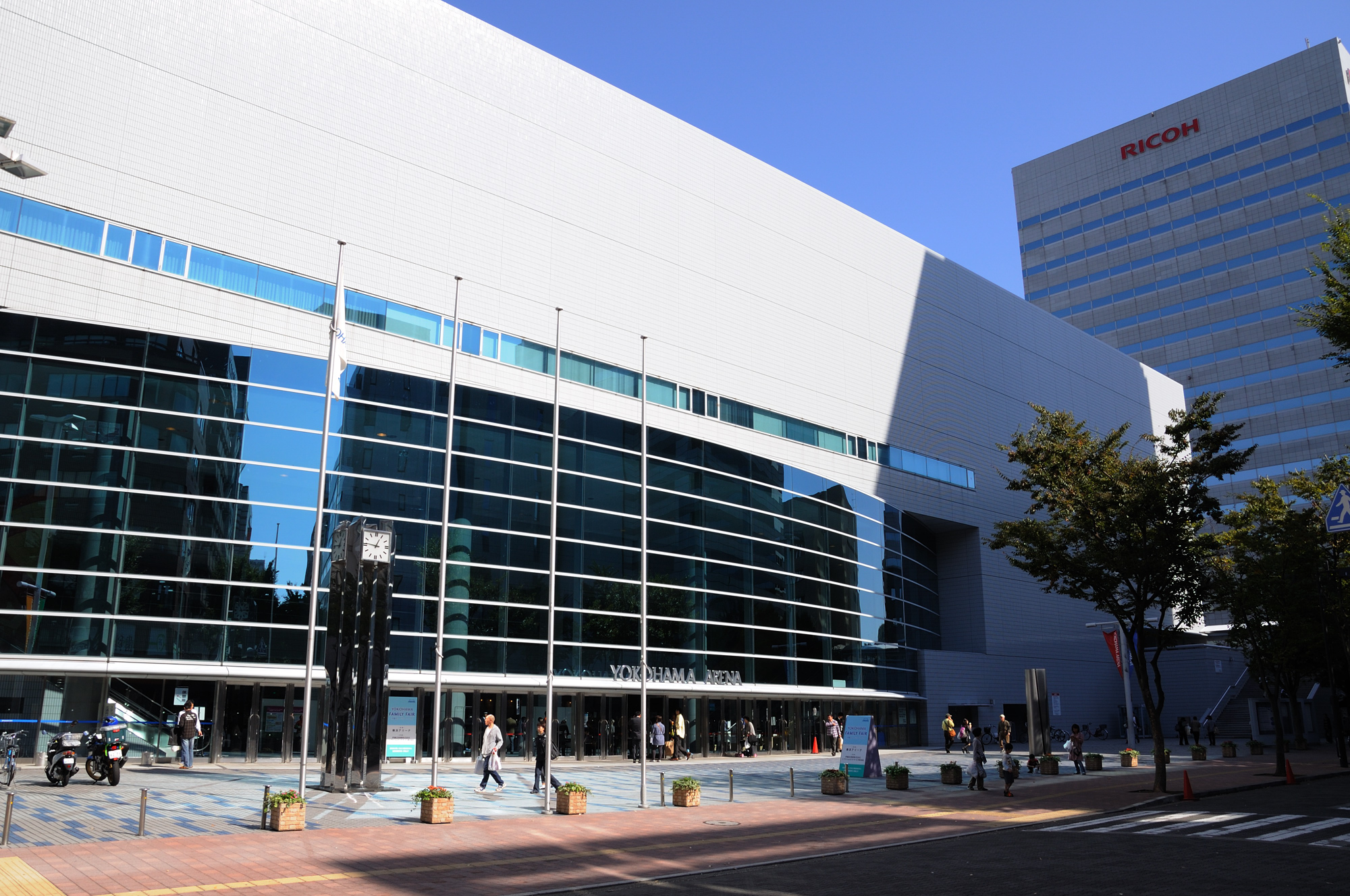
会場となった横浜アリーナ（写真はメインゲート）

- アルバム「DIAMOND15」を引っさげて行われた全国アリーナ・ホールツアーの横浜アリーナ公演を収録。
- この模様は発売前にWOWOWでダイジェスト放送されたが、今作には演奏曲を全曲収録。
- なお、『DREAMS COME TRUE WONDERLAND』以外に行われているアルバムごとのツアー映像の作品としては1998年に発売された「CHILDREN OF THE SUN -LIVE! D.C.T.1998 SING OR DIE-」以来7年ぶりとなる。
- リミテッド・デラックス・エディションと通常盤の2形態で発売。ジャケット写真が異なる。リミテッド・デラックス・エディションはツアーの裏側やMC等を収録したDVD・バックステージパスレプリカ付。

## 収録曲

### Disc 1
1. OPEN SESAME
2. DIAMOND15 THEME
3. 朝日の洗礼
4. 決戦は金曜日
5. MUSIC TRANSFERS
6. HOLIDAY 〜much more than perfect!〜
7. どうぞよろしく
8. 高く上がれ！
9. 今も
10. はじまりのla
11. やさしいキスをして
12. ヒの字
13. OLA! VITORIA!
14. イノセント
15. WINTER MEDLEY
［LAT.43°N 〜forty-three degrees north latitude〜〜SNOW DANCE〜WINTER SONG］
16. マスカラまつげ
17. ラヴレター
18. うれしい！たのしい！大好き！（アマレット version）
19. 未来を旅するハーモニー
20. 何度でも
21. 初雪 〜ENDING THEME〜

### Disc 2
リミテッド・デラックス・エディションのみ付属
- 「DIAMOND 15のつくりかた」
- コマーシャルスポット集
  - DIAMOND 15
  - やさしいキスをして 吉田ヴァージョン
  - やさしいキスをして 中村ヴァージョン
  - はじまりのla
  - マスカラまつげ
  - OLA! VITORIA!
  - ラヴレター
  - ツアーパンフレット
  - アマレット